# Democracy (série de jeux vidéo)
Pour les articles homonymes, voir Democracy.
Democracy est une série de jeux vidéo lancé en 2005, édité depuis le premier jeu par Positech Games.

## Jeux vidéo
| 2005 | Democracy                    |
| 2006 |                              |
| 2007 | Democracy 2                  |
| 2008 |                              |
| 2009 |                              |
| 2010 |                              |
| 2011 |                              |
| 2012 |                              |
| 2013 | Democracy 3                  |
| 2014 |                              |
| 2015 |                              |
| 2016 | Democracy 3: Africa          |
| 2017 |                              |
| 2018 |                              |
| 2019 |                              |
| 2020 |                              |
| 2021 |                              |
| 2022 | Democracy 4                  |
| 2023 |                              |
| 2024 | Democracy 4: Console Edition |

### Democracy
Le premier jeu de la série sorti en 2005.

### Democracy 3

#### Ventes
En 2016, le jeu s'était déjà vendu à plus de 400 000 unités.

#### Democracy 3: Africa
Ce standalone du jeu originel ajoute dix nations africaines : l'Afrique du Sud, le Botswana, l'Égypte, le Kenya, le Ghana, l'Île Maurice, le Nigeria, le Sénégal, la Tunisie et la Zambie. 
Parmi ses ajouts, une réaction différente face aux choix politique du joueur. En cas de mécontentement, le joueur devra faire face à des groupes militaire.  

### Democracy 4
Ce quatrième volet de la série, sorti en accès anticipé en 2020 puis en version définitive en 2024, reprend l'esprit des précédents opus,. 